# 沙莱 (安省)
沙莱（法語：Chaley，法語發音：[ʃalɛ]）是法国东部安省的一个市镇，属于贝莱区。

## 地理
沙莱（45°57'19"N, 5°31'54"E）面积4.6 平方千米，位于法国奥弗涅-罗讷-阿尔卑斯大区安省，该省份为法国东部省份，北起汝拉省，西北接索恩-卢瓦尔省，西接罗讷省和里昂大都会，南至伊泽尔省，东与萨瓦省、上萨瓦省和瑞士接壤。
与沙莱接壤的市镇（或旧市镇、城区）包括：埃沃日、特奈、普拉托多特维尔。

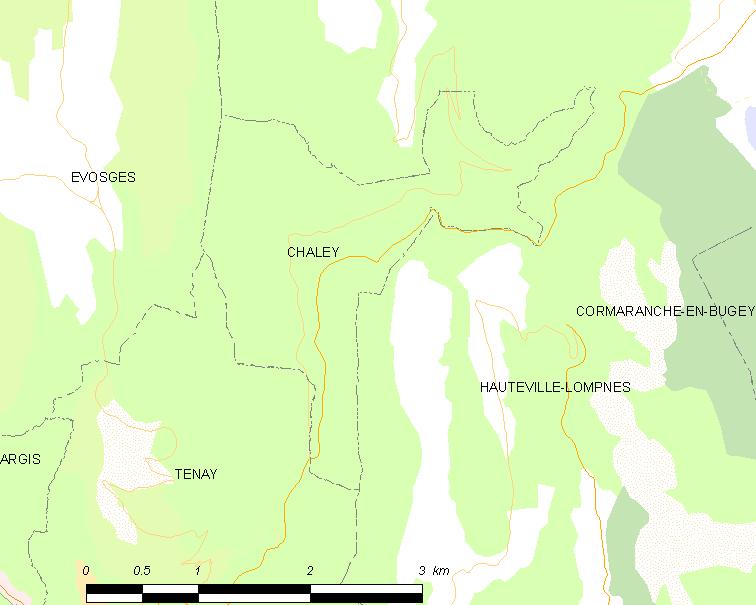
的OSM定位图

沙莱的时区为UTC+01:00、UTC+02:00（夏令时）。

## 行政
沙莱的邮政编码为01230，INSEE市镇编码为01076。

## 政治
沙莱所属的省级选区为普拉托多特维尔县。

## 人口

1962-2008年间人口变化图示

沙莱于2022年1月1日时的人口数量为127人。